# Växjö
Växjö je grad i središte istoimene općine u švedskoj županiji Kronoberg. 

## Zemljopis
Grad se nalazi u južnoj Švedskoj, okružen je brojnim jezerima sjeverno od grada je Helgasjön, sjeveroistočno Toftasjön, jugozapadno Norra Bergundasjön i Södra Bergundasjön te u blizini centra grada jezera Växjösjön i Trummen. 

## Stanovništvo
Prema podacima o broju stanovnika iz 2005. godine u gradu živi 55.600 stanovnika.

## Vanjske poveznice
- Službene stranice grada

### Ostali projekti
|  | Zajednički poslužitelj ima još gradiva o temi Växjö |